# Andy Hardy zakochany
Andy Hardy zakochany – amerykański musical z 1938 roku. Film opowiada historię nastolatka, który zakochuje się w trzech dziewczynach jednocześnie.

## Obsada
- Mickey Rooney jako Andy Hardy
- Lewis Stone jako sędzia James K. Hardy
- Fay Holden jako pani Emily Hardy
- Cecilia Parker jako Marian Hardy
- Judy Garland jako Betsy Booth
- Lana Turner jako Cynthia Potter
- Ann Rutherford jako Polly Benedict
- Mary Howard jako pani Mary Tompkins
- Gene Reynolds jako James 'Jimmy' MacMahon Jr.
- Don Castle jako Dennis Hunt
- Betty Ross Clarke jako ciocia Millie Forrest
- Marie Blake jako kucharka Augusta
- George Breakston jako Francis Bacon 'Beezy' Anderson
- Raymond Hatton jako Peter Dugan
- Frank Darien jako pan Barnes